# Hermann Schürrer
Hermann Schürrer (auch: Hermann Schürer; * 14. Dezember 1928 in Wolfsegg am Hausruck, Oberösterreich; † 29. November 1986 in Wien) war ein österreichischer Schriftsteller, vor allem Lyriker.

## Leben
In einem Bergarbeiterdorf als Sohn eines Steigers geboren, kam Schürrer 1951 nach Wien, wo er Jura, Geschichte, Englisch, Psychologie und Germanistik studierte. Während seines Studiums war er von 1952 bis 1954 Mitglied der Burschenschaft Olympia Wien. Nach der Relegation von der Universität lebte er als Mitarbeiter eines Grafikers, verrichtete Handlangerdienste und verkehrte in Kaffeehäusern. Im Juli 1970 stellte er sein Projekt Europa ist ein faules Ei. Ich setze meinen Kopf dagegen im griechischen Gastlokal Hellas in Wien vor.

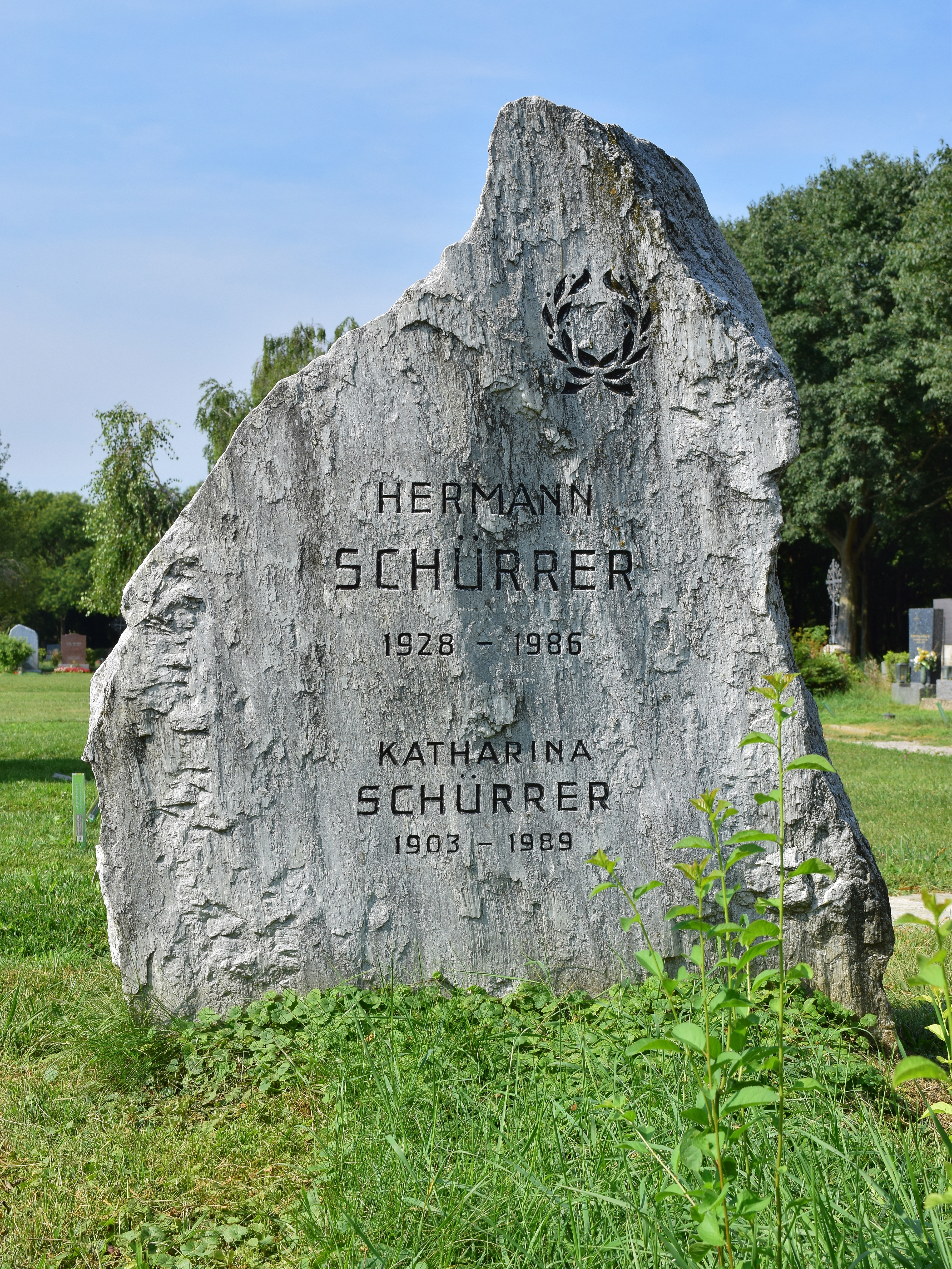
Ehrenhalber gewidmetes Grab auf dem Wiener Zentralfriedhof

Schürrer wurde mehrfach „wegen Amtsehrenbeleidigung und Widerstandes gegen die Staatsgewalt“ bestraft. Bei einer Anklage wegen „Vagabondage“ zog das Gericht einen Kulturkritiker hinzu, der erklärte, dass „Hermann Schürer als eines der bemerkenswertesten Talente“ Österreichs gelten könne, woraufhin Schürrer freigesprochen wurde. Insgesamt hatte er zwei Jahre im Gefängnis und zwei Jahre in einer psychiatrischen Anstalt verbracht, bevor er für zwei Jahre nach West-Berlin zog. 
Er gründete 1975 zusammen mit Gerhard Jaschke die avantgardistische Literaturzeitschrift Freibord und war Mitglied der Grazer Autorinnen Autorenversammlung.
Nach seinem Tod wurde er in einem ehrenhalber gewidmeten Grab auf dem Wiener Zentralfriedhof (Gruppe 40, Nummer 131) bestattet. Sein Nachlass befindet sich in der Wienbibliothek.

## Preise
- 1973 Österreichisches Staatsstipendium für Literatur
- 1978 Theodor-Körner-Preis für Literatur
- 1985 Literaturpreis der Stadt Wien

## Werke (Auswahl)
- Der kleinere Teil einer größeren Abrechnung – Lyrik und Prosa. Hrsg.: Reinhard Priessnitz und John Sailer. Journal, Jahrgang 1, No. 1, Wien 1970.
- Europa: Die Toten haben nichts zu lachen. Reihe Hanser 59. Carl Hanser Verlag, München 1971, ISBN 3-446-11399-1.[4]
  - Neuausgabe bei Deuticke, Wien 1995, ISBN 3-216-30133-8.
- Kriminelle Spielereien in der Sandkiste der Weltverbesserer. – Wiener Blut zur Ergänzung der europäischen Mythomanie. – Ein Märchenbuch für frühreife Erwachsene. Freibord, Wien 1977.[5][6]
- Der letzte Yankee-Doodle vor dem Untergang der Vereinigten Staaten – Voräffung einer Liquidation. Freibord sr 7, Wien 1981.
- Klar Schilf zum Geflecht – Das ABC von A–Zet. Lyrische Texte 1954–1984. Hrsg.: Lui Dimanche. Medusa Verlag, Wien/Berlin 1984, ISBN 3-85446-113-5.